# Анџело Тејлор
Анђело Ф. Тејлор (енгл. Angelo F. Taylor; Албани, 29. децембар 1978.) некадашњи је амерички атлетичар, победник у трци на 400 метара са препонама на Олимпијским играма 2000. и 2008. Његов лични рекорд у трци на 400 метара са препонама је 47,25 секунди. Тејлор има лични рекорд у трци на 400 метара од 44,05 секунди. Освојио је бронзану медаљу на 400 м на Светском првенству 2007.
Троструки је светски шампион у штафети 4 × 400 м са Сједињеним Америчким Државама (2007., 2009. и 2011), а био је и освајач златне медаље у штафети на Олимпијским играма у Пекингу 2008. и освајач сребрне медаље на Олимпијским играма у Лондону 2012.

## Каријера
Рођен у Албанију, Џорџија, Анђело Тејлор студирао је на Технолошком институту Џорџије и освојио НЦАА титулу 1998. и друго место 1997. 
Тејлор је на Светском првенству 1999. завршио трећи у трци на 400 м препоне. Трчао је и у штафети САД 4 х 400 м која је освојила златну медаљу.

### Олимпијски шампион 2000
Тејлор је освојио златну медаљу у трци на 400 метара препоне на Олимпијским играма у Сиднеју 2000. Тејлор је трчао у полуфиналу штафете 4 х 400 м. Америчка штафета, без Тејлора, освојила је у финалу златну медаљу. 2. августа 2008. Међународни олимпијски комитет одузео је златну медаљу америчкој штафети 4 х 400 метара, након што је Антонио Петигру признао да је користио забрањену супстанцу. Троје од четири тркача у финалу такмичења, укључујући Петигруа и близанце Алвина и Калвина Харисона, и тркача у прелиминарној рунди Џерома Јанга, сви су признали или су били позитивни на супстанце које побољшавају перформансе. Само Тејлор и светски рекордер Мајкл Џонсон нису били умешани у ову допинг аферу.
Тејлор је освојио злато као члан америчке штафете 4 х 400 м на Светском првенству 2001. Није ушао у репрезентацију САД на Светском првенству 2003. и није успео да одбрани своју олимпијску титулу на Играма 2004. пошто је завршио као четврти у полуфиналу трке на 400 м препоне.

### Друга олимпијска титула
Тејлор је 2007. освојио бронзану медаљу на Светском првенству 2007. у Осаки у трци на 400 метара и златну медаљу као део штафете САД 4 х 400 м.
На Олимпијским играма 2008. у Пекингу, Тејлор је постао двоструки олимпијски шампион. Освојио је злато у трци на 400 метара с препонама и у штафети 4 × 400 м. На Светском првенству у 2009. био је део америчке штафете 4 × 400 м која је успешно одбранила титулу светског првака.
На Светском првенству 2011. завршио је као седми у финалу трке на 400 м препоне. Међутим, добро је наступио у штафети 4 х 400 м и одвео Сједињене Државе до победе у времену од 2:59,31 минута заједно са Грегом Никсоном, Бершоном Џексоном и Лашоном Меритом.

### Олимпијске игре у Лондону 2012
Тејлор је био капитен мушке олимпијске екипе САД на својим четвртим Олимпијским играма. Двоструки освајач златне медаље на 400 метара са препонама завршио је, овога пута, на петом месту у времену 48,25 секунде. У финалу штафета 4 х 400 м, Тејлор је трчао последњу измену америчке штафете која је освојила друго место и сребрну медаљу.

## Лични рекорди
| Дисциплина              | Време | Место              | Датум            |
| ----------------------- | ----- | ------------------ | ---------------- |
| 100 метара              | 10.58 | Атенс, САД         | 19. април 2008.  |
| 200 метара              | 20.23 | Ријети, Италија    | 29. август 2010. |
| 300 метара              | 32.67 | Лијеж, Белгија     | 27. август 2002. |
| 400 метара              | 44.05 | Индијанаполис, САД | 23. јун 2007     |
| 400 метара са препонама | 47.25 | Пекинг, Кина       | 18. август 2008. |

## Приватно
Тејлор живи у Атланти, Џорџија са супругом Линитом и синовима Ксавијеом и Исаијом. Његов отац, Анђело Тејлор старији, такође се бавио спортом и такмичио се у фудбалу и атлетици на Државном универзитету Албани. Његова породица је провела време живећи у Саудијској Арабији 1990-их док је тренирао њихов олимпијски тим.
Тејлор је 2019. суспендован због оптужби за насиље над малолетницама. Америчка агенција за безбедан спорт (енгл. United States Center for SafeSport) је Тејлора прогласила неподобним због насиља над малолетницама.